# Gypsy Road
Gypsy Road è una canzone del gruppo musicale statunitense Cinderella, pubblicata come primo singolo dal secondo album della band, Long Cold Winter nel 1988. 
Il brano offre uno dei primi esempi delle sonorità blues rock adottate dai Cinderella con il loro secondo lavoro, allontanandosi leggermente dallo stile prettamente pop metal che aveva caratterizzato il disco precedente. Alla sua pubblicazione, il singolo si piazzò alla posizione numero 20 della Mainstream Rock Songs. Raggiunse invece il suo picco nella Billboard Hot 100 solo l'anno successivo, quando arrivò alla posizione numero 51.
Nel 2014 è stata indicata come la quarta più grande canzone pop metal da Yahoo! Music.

## Video musicale
Il videoclip della canzone è stato girato nello Yucatán, in Messico, e mostra la band esibirsi in concerto e in giro per le strade del posto. Alcune sequenze sono state filmate nel sito archeologico di Chichén Itzá, dichiarato patrimonio dell'umanità UNESCO proprio in quel periodo.

## Tracce
7" Single  Vertigo VER 40
1. Gypsy Road – 3:56
2. Second Wind  – 3:59

12" Single Mercury 884 851-1
1. Gypsy Road
2. Second Wind
3. Somebody Save Me (Live)
4. In from the Outside (Live)

## Classifiche
| Classifica (1988/89)          | Posizione massima |
| ----------------------------- | ----------------- |
| Canada                        | 89                |
| Regno Unito                   | 54                |
| Stati Uniti                   | 51                |
| Stati Uniti (mainstream rock) | 20                |